# Macalpinomyces brachiariae
Macalpinomyces brachiariae är en svampart som beskrevs av Vánky, C. Vánky & R.G. Shivas 2003. Macalpinomyces brachiariae ingår i släktet Macalpinomyces och familjen Ustilaginaceae.   Inga underarter finns listade i Catalogue of Life.